# أمبروز بيرك
أمبروز بيرك (بالإنجليزية: Ambrose Burke)‏ هو قسيس أمريكي، ولد في 27 نوفمبر 1895 في سيغورني في الولايات المتحدة، وتوفي في 6 أكتوبر 1998 في كلينتون في الولايات المتحدة.